# Praga BH-111

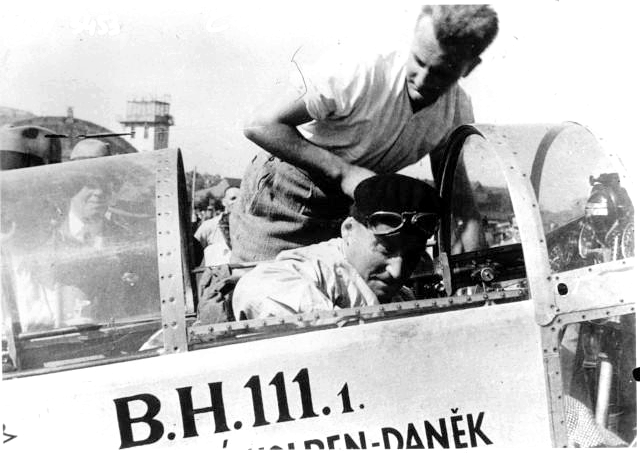
Praga BH-111 a Josef Kalla

De Praga BH-111 is een Tsjechoslowaaks tour- en sportvliegtuig gebouwd door Praga. In totaal zijn er drie exemplaren gebouwd.

## Specificaties
- Bemanning: 1, de piloot
- Capaciteit: 1 passagier
- Lengte: 7,40 m
- Spanwijdte: 10,50 m
- Hoogte: 2,90 m
- Vleugeloppervlak: 15,1 m2
- Leeggewicht: 470 kg
- Startgewicht: 770 kg
- Motor: 1× de Havilland Gipsy III luchtgekoelde 4-cilinder motor, 90 kW (122 pk)
- Maximumsnelheid: 230 km/h
- Kruissnelheid: 200 km/h
- Plafond: 4 500 m